# Episodi di SOKO - Misteri tra le montagne (dodicesima stagione)
La dodicesima stagione della serie televisiva SOKO - Misteri tra le montagne è stata trasmessa in anteprima in Austria da ORF 1 tra l'8 gennaio 2013 e il 2 luglio 2013.
| nº | Titolo originale               | Titolo italiano | Prima TV Austria | Prima TV Italia |
| -- | ------------------------------ | --------------- | ---------------- | --------------- |
| 1  | Sniper                         |                 | 8 gennaio 2013   |                 |
| 2  | Sterbender Schwan              |                 | 22 gennaio 2013  |                 |
| 3  | Kein Name. Keine Verpflichtung |                 | 29 gennaio 2013  |                 |
| 4  | Eine offene Rechnung           |                 | 5 febbraio 2013  |                 |
| 5  | Hinter der Fassade             |                 | 12 febbraio 2013 |                 |
| 6  | Spiel-Satz-Mord                |                 | 19 febbraio 2013 |                 |
| 7  | Waidmannstod                   |                 | 21 maggio 2013   |                 |
| 8  | Ein fast perfekter Mord        |                 | 28 maggio 2013   |                 |
| 9  | Alpenpiraten                   |                 | 4 giugno 2013    |                 |
| 10 | Zu hoch hinaus                 |                 | 11 giugno 2013   |                 |
| 11 | Rückkehr ins Paradies          |                 | 18 giugno 2013   |                 |
| 12 | Kilts und Killer               |                 | 25 giugno 2013   |                 |
| 13 | Ohne Deckung                   |                 | 2 luglio 2013    |                 |